# Día Nacional de la Masturbación

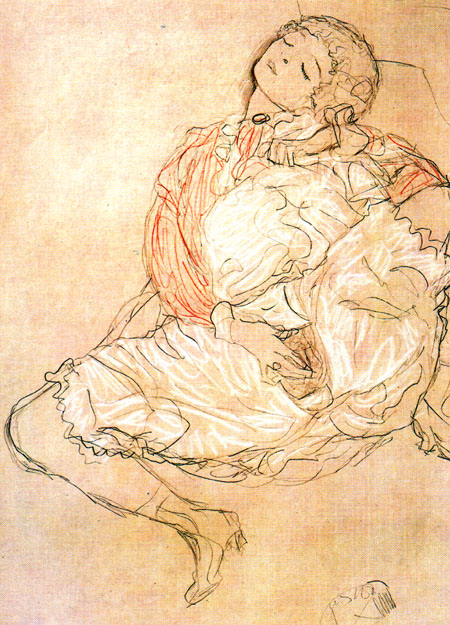
Masturbación de Gustav Klimt (1916)

Día Nacional de la Masturbación, también conocido como Día Internacional de la Masturbación, es un evento anual que se lleva a cabo anualmente el 7 de mayo. La intención es proteger y celebrar el derecho a masturbarse. El primer Día Nacional de la Masturbación fue el 7 de mayo de 1995, después de que el minorista de sexo positivo Good Vibrations declarara el día en honor a la Cirujana General Joycelyn Elders, quien fue despedida por el presidente Bill Clinton en 1994 por sugerir que la masturbación fuera parte del plan de estudios de educación sexual para estudiantes.
Recientemente se coordinó un horario el 7 de mayo para tener un orgasmo unificado por parte de quienes están participando en el evento virtual programado a las 22:30 UTC (6:30 pm EST / 3: 30 pm PST). La idea es coordinar un lanzamiento comunitario simultáneo en todo el mundo. Inicialmente, se estaba desarrollando un sitio web que permitía a las personas registrarse para mostrar su apoyo, pero a principios de mayo de 2021 no existía ninguno.
Desde entonces, el Día Internacional de la Masturbación se ha ampliado para incluir todo el mes de mayo como Mes Internacional de la Masturbación.